# Scuderia Toro Rosso
Scuderia Toro Rosso (phát âm tiếng Ý: [skudeˈriːa ˈtɔːro ˈrosso]) thường được gọi là Toro Rosso hoặc viết tắt STR, là một đội đua Công thức 1 cũ của Ý. Toro Rosso là một trong hai đội Công thức 1 thuộc sở hữu của công ty nước giải khát Áo Red Bull, đội còn lại là Red Bull Racing. Toro Rosso hoạt động như một đội cấp dưới của Red Bull Racing với mục đích phát triển kỹ năng của những tay đua trẻ và triển vọng cho đội cấp cao. Đội đã ra mắt vào mùa giải 2006 và độc lập hoàn toàn với đội Red Bull Racing lớn hơn vào năm 2010. Sau khi kết thúc mùa giải năm 2019, đội đã đổi tên thành Scuderia AlphaTauri vào năm 2020 để quảng cáo cho nhãn hiệu thời trang cùng tên của Red Bull.
Đội được thành lập sau khi Paul Stoddart bán phần còn lại của mình trong đội Minardi vào cuối năm 2005 cho chủ sở hữu của Red Bull, Dietrich Mateschitz. Sau đó, Minardi đã được đổi tên thành Toro Rosso. Mateschitz sau đó đã đạt được thỏa thuận sở hữu chung 50/50 với người đồng hương và cựu tay đua Công thức 1 Gerhard Berger trước khi mùa giải 2006 bắt đầu. Vào cuối tháng 11 năm 2008, Red Bull giành lại toàn bộ quyền sở hữu Toro Rosso sau khi mua lại cổ phần của Berger trong đội. Từ năm 2007 đến năm 2013, Toro Rosso sử dụng động cơ V8 của Ferrari. Đối với mùa giải Công thức 1 năm 2014, Toro Rosso đã chuyển sang sử dụng động cơ của Renault, nhưng vào năm 2016, đội đã quay lại sử dụng động cơ của Ferrari. Tuy nhiên, họ đã quay trở lại Renault vào năm 2017 (mặc dù dưới nhãn hiệu 'Toro Rosso'), sau đó là Honda vào năm 2018. Ông chủ của đội là Franz Tost, người trước đây làm việc cho bộ phận mô tô thể thao của BMW.
Vitantonio Liuzzi đã ghi điểm đầu tiên cho đội trong mùa giải đầu tiên tại 2006. Vị trí pole duy nhất cũng như chiến thắng của đội được lập bởi Sebastian Vettel tại giải đua ô tô Công thức 1 Ý 2008. Max Verstappen đã trở thành tay đua trẻ nhất thi đấu ở Công thức 1 vào lúc 17 tuổi 166 ngày tại giải đua ô tô Công thức 1 Úc 2015.

#### 2007

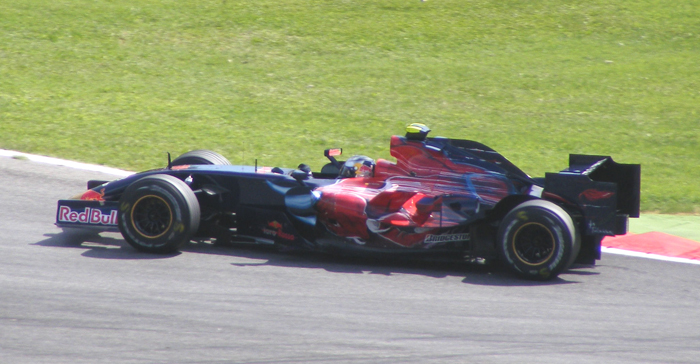
Vettel ở giải đua ô tô Công thức 1 Ý 2007

#### 2008: Chiến thắng đầu tiên của đội và mùa giải thành công đầu tiên

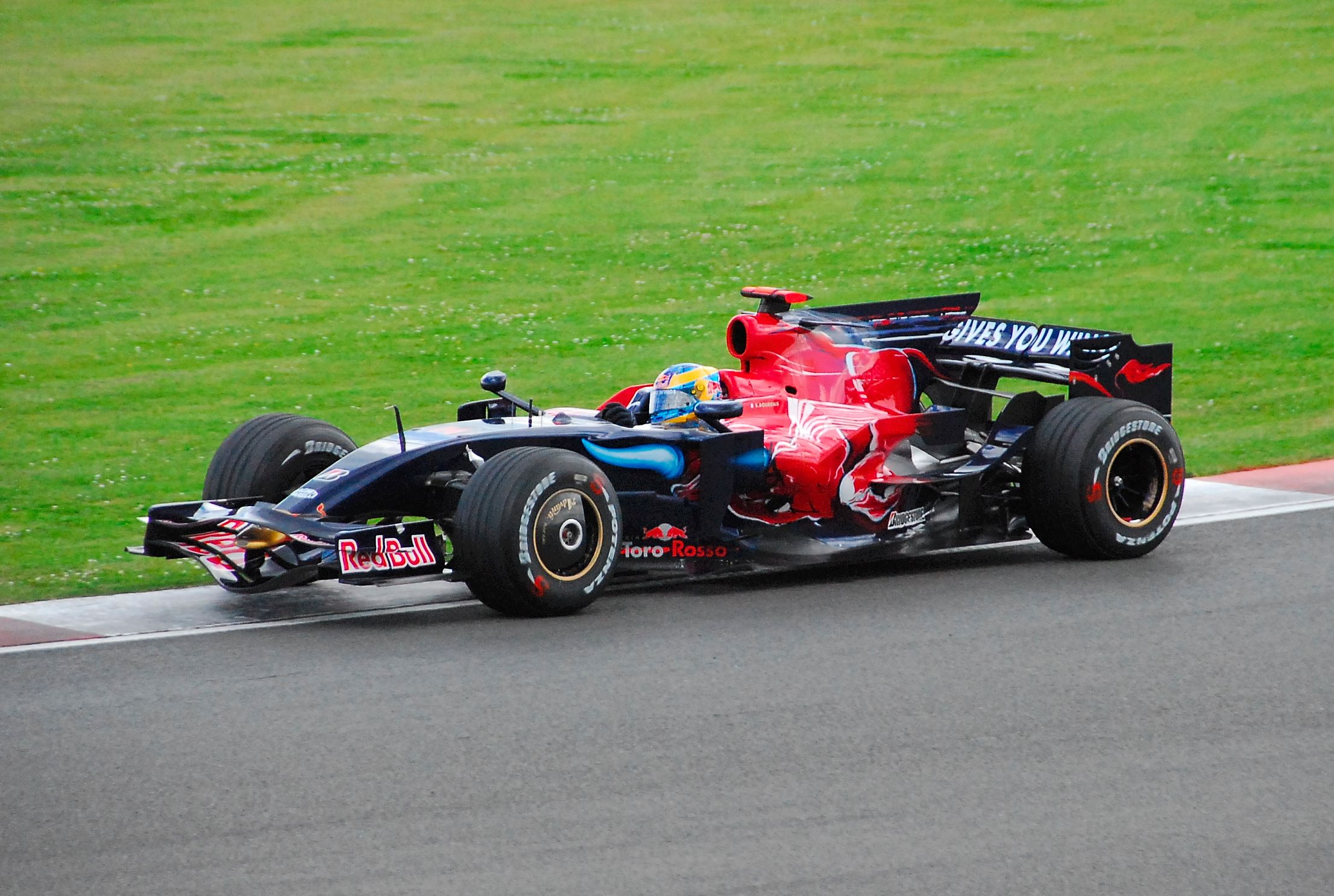
Sébastien Bourdais ở giải đua ô tô Công thức 1 Anh 2008

#### 2009

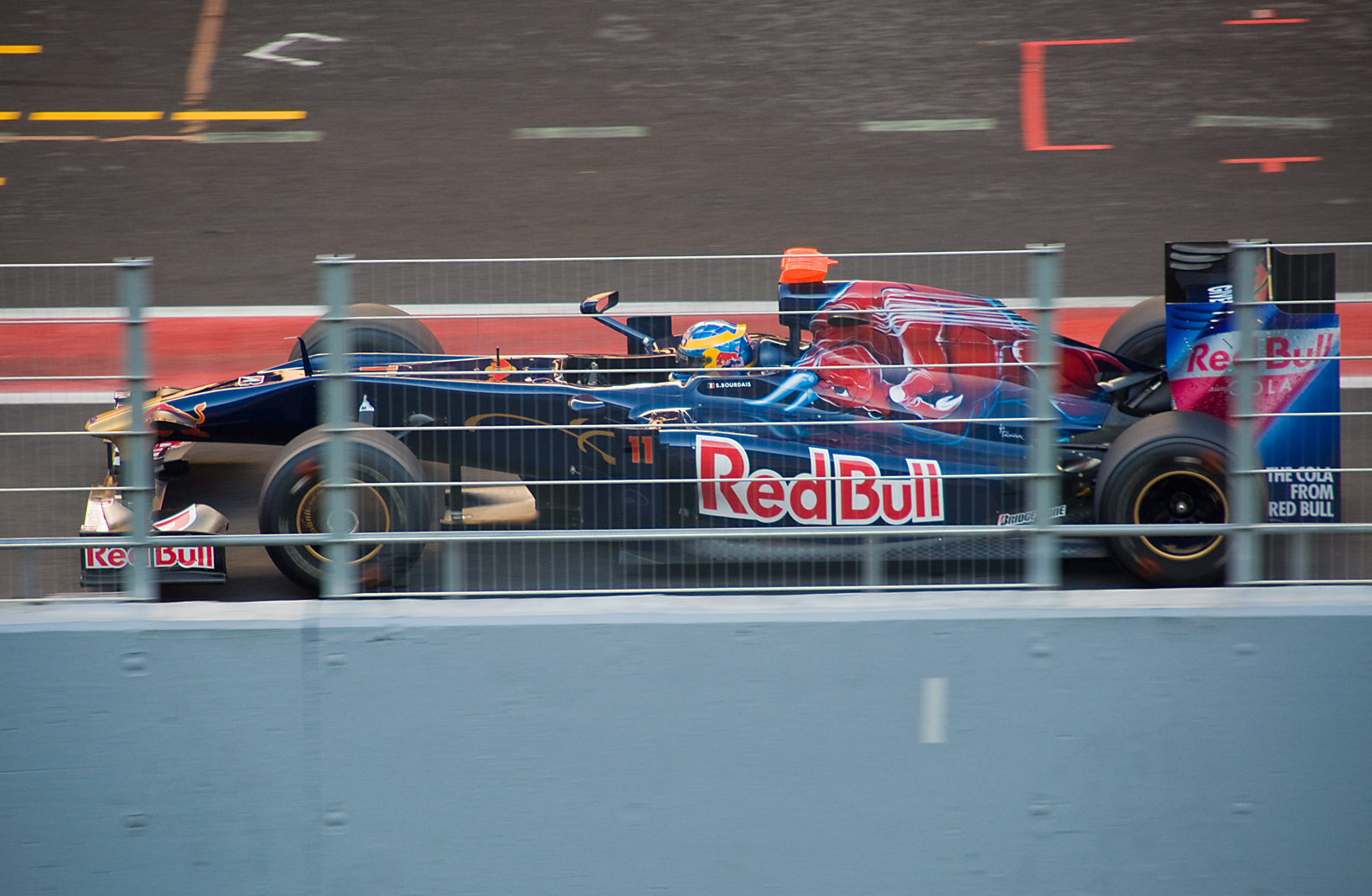
Sebastien Bourdais ở buổi thử nghiệp mùa đông của mùa giải Công thức 1 2009

#### 2010

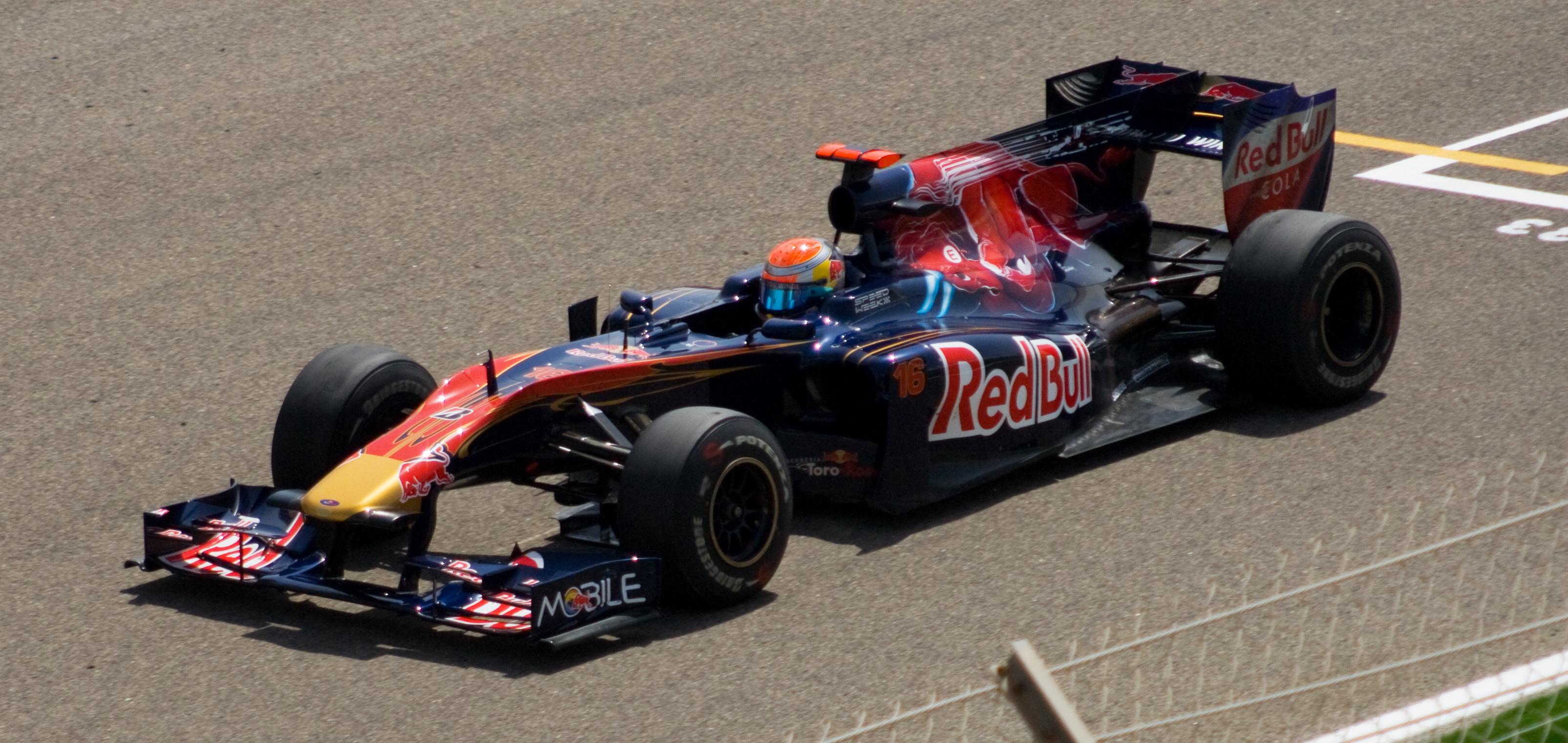
Sebastien Buemi ở buổi thử nghiệm của mùa giải Công thức 1 2010

#### 2011

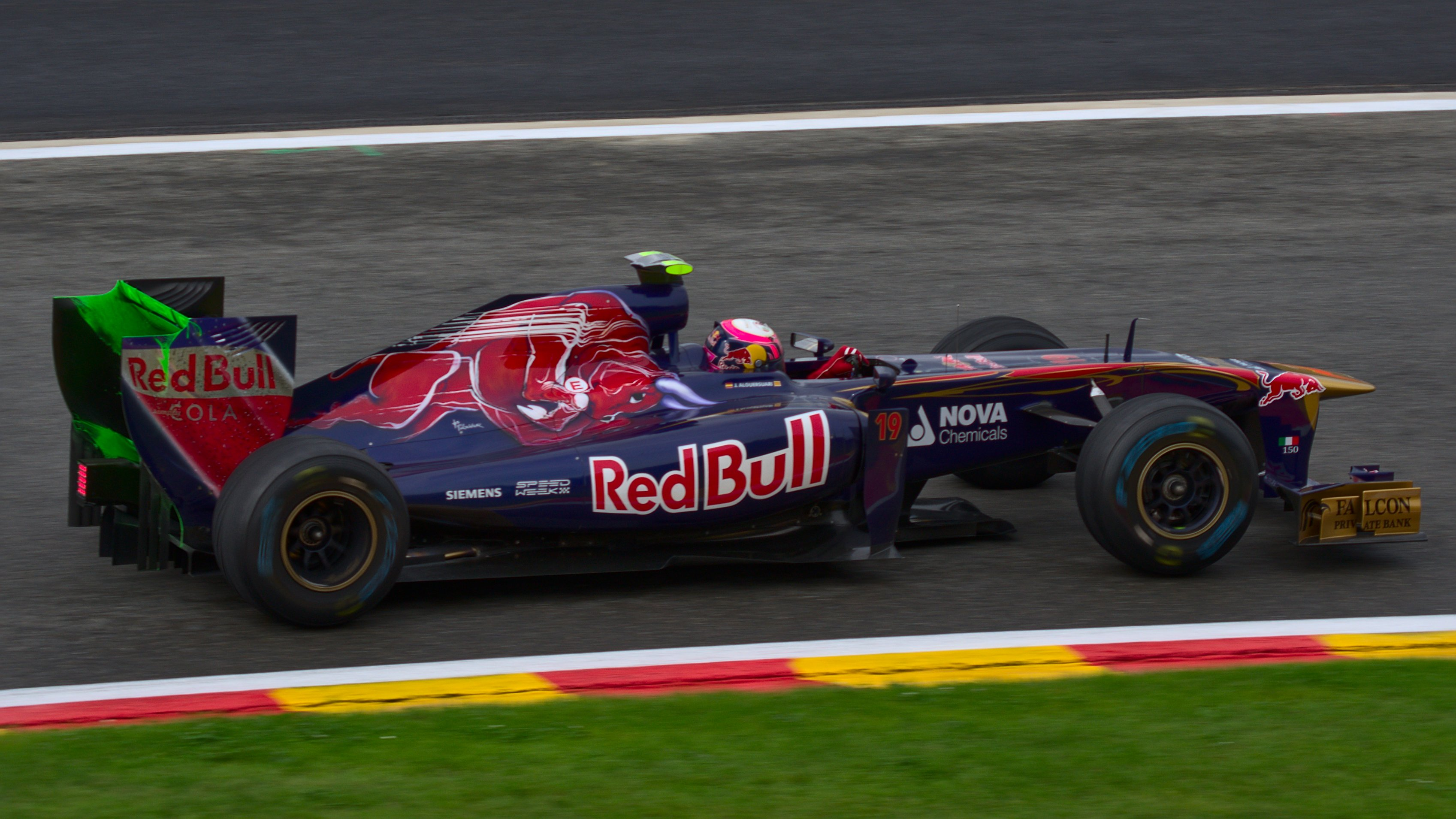
Jaime Alguersuari ở giải đua ô tô Công thức 1 Bỉ 2011

#### 2012

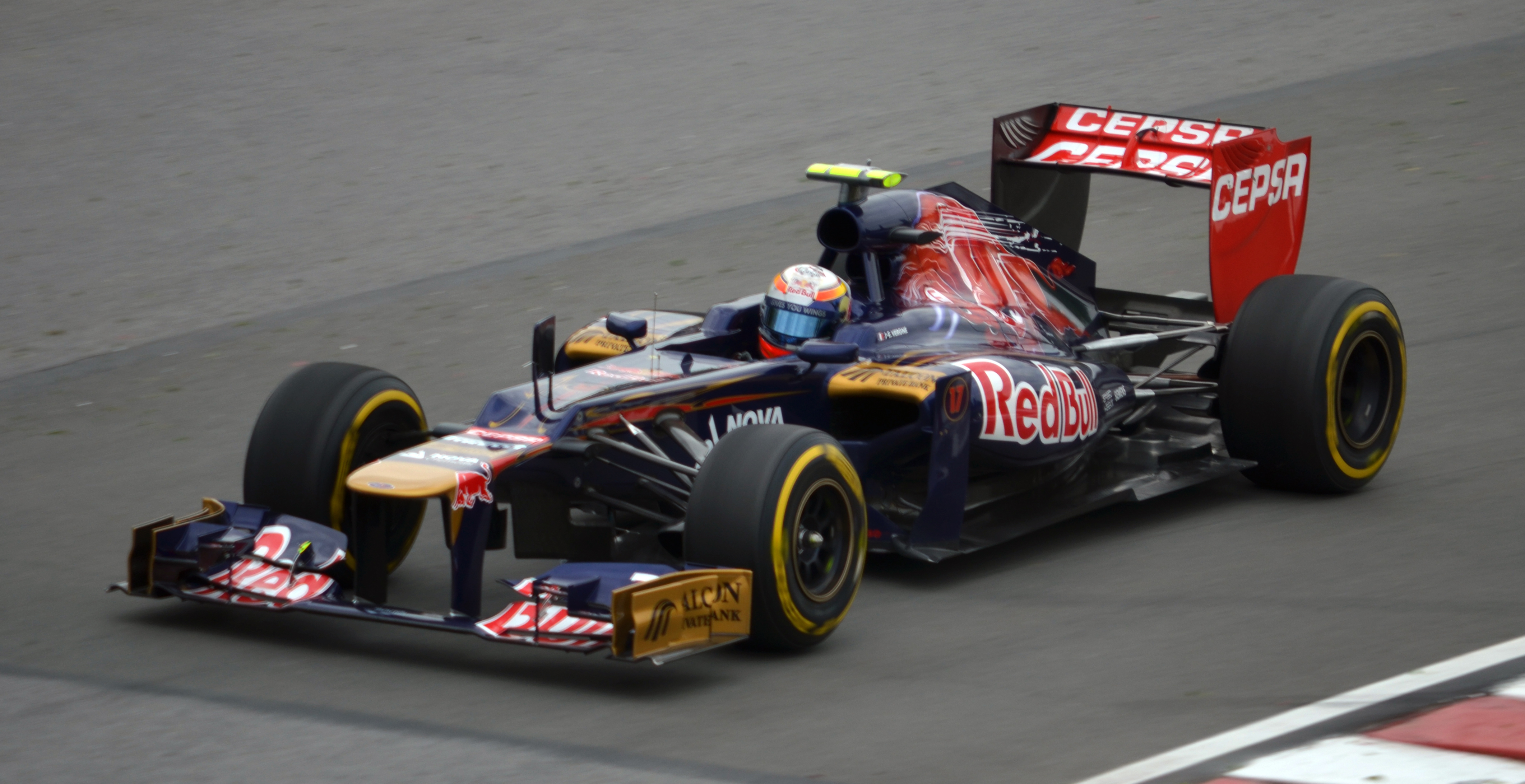
Jean-Éric Vergne ở giải đua ô tô Công thức 1 Canada 2012

#### 2013

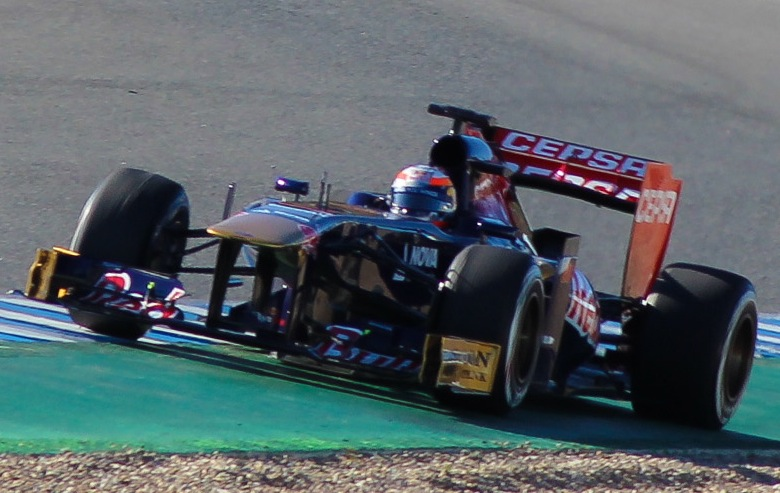
Ricciardo trong buổi thử nghiệm trước mùa giải Công thức 1 năm 2013 ở trường đua Jerez

#### 2015

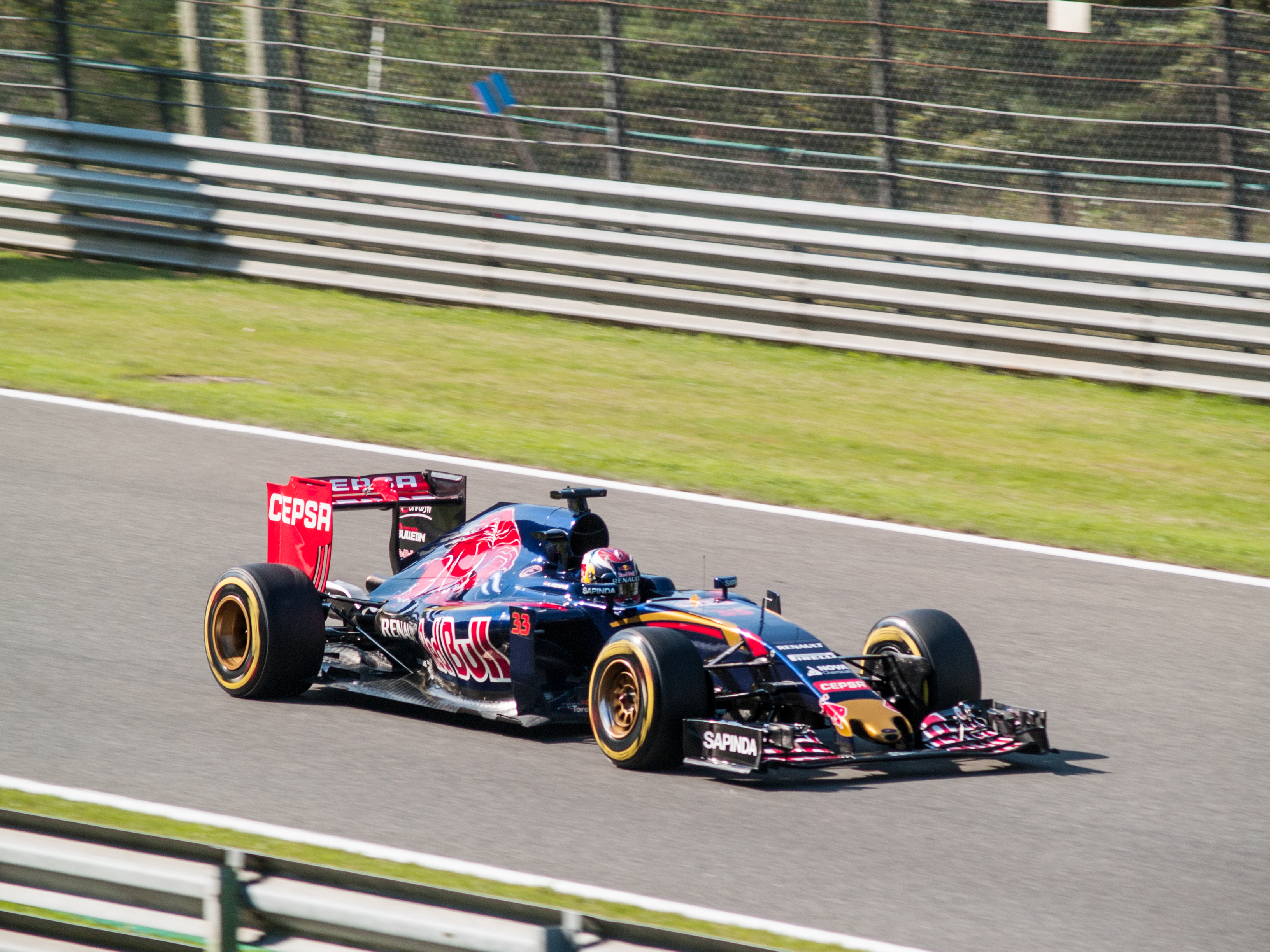
Max Verstappen ở giải đua ô tô Công thức 1 Bỉ 2015

### Sử dụng động cơ Ferrari lần thứ hai (2016)

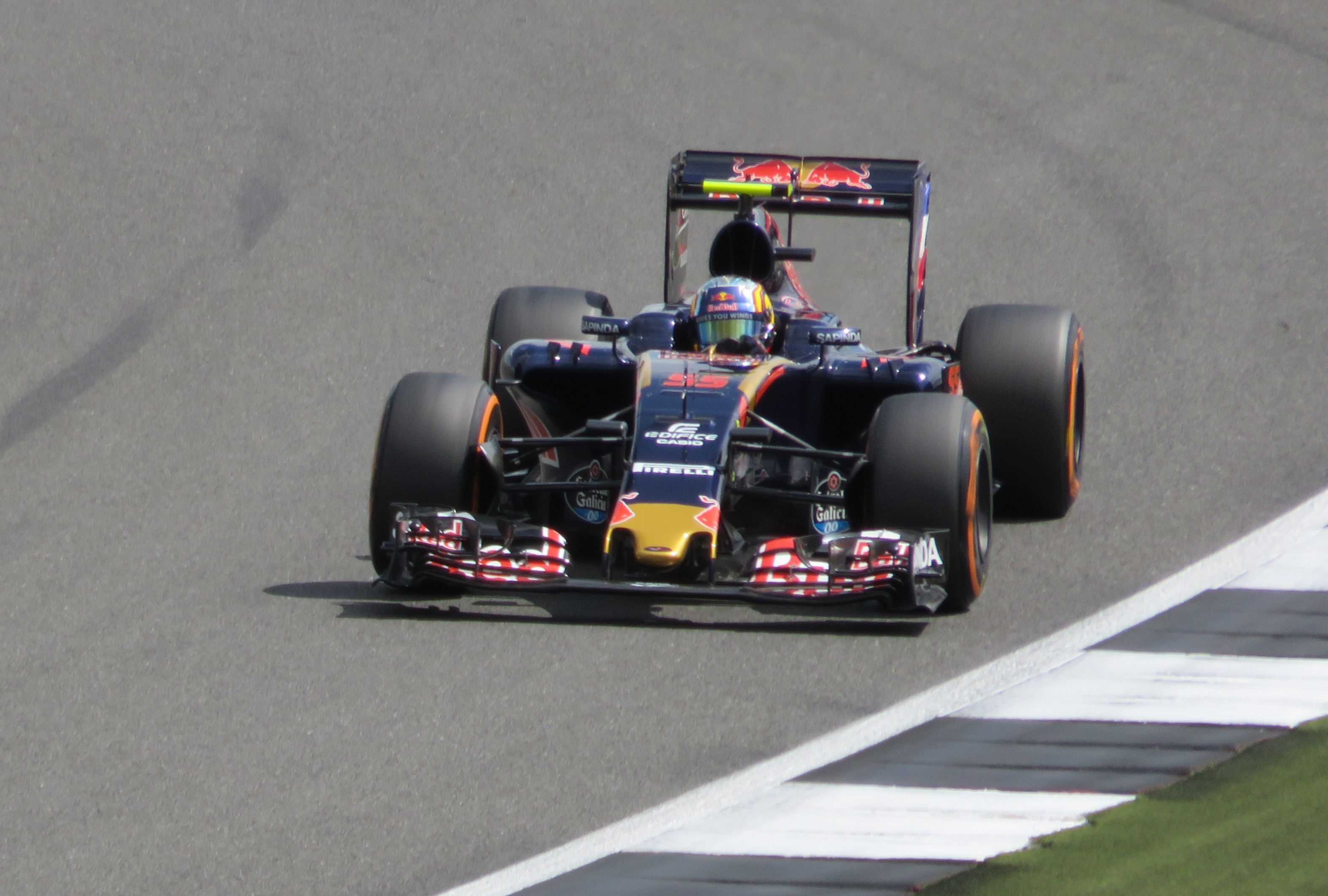
Carlos Sainz Jr. đua cho đội vào giải đua xe Công thức 1 2016

### Quay trở lại với động cơ Renault (2017)

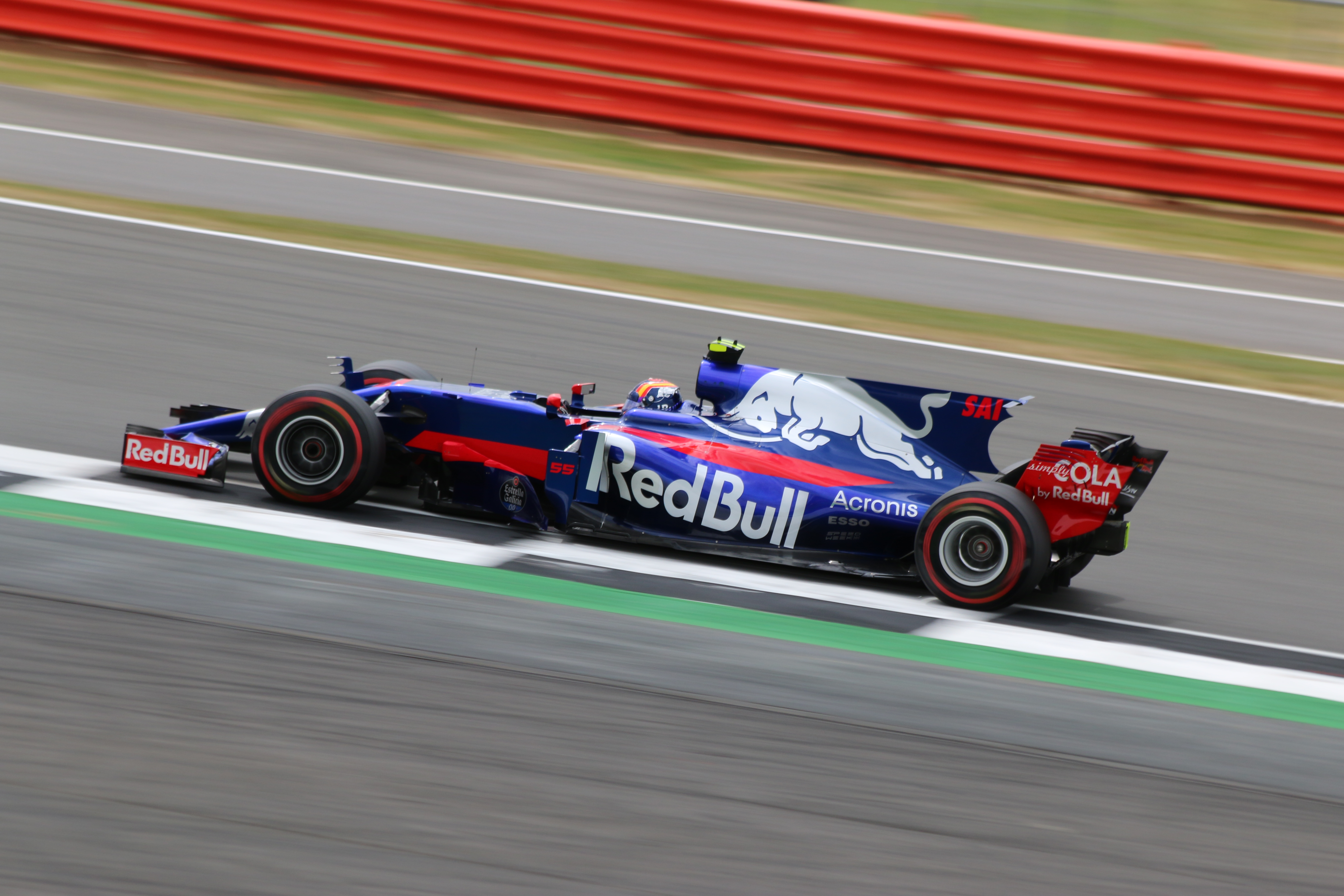
Carlos Sainz Jr. đua cho đội vào giải đua xe Công thức 1 2017

##### 2019: Mùa giải thành công nhất của đội kể từ năm 2008

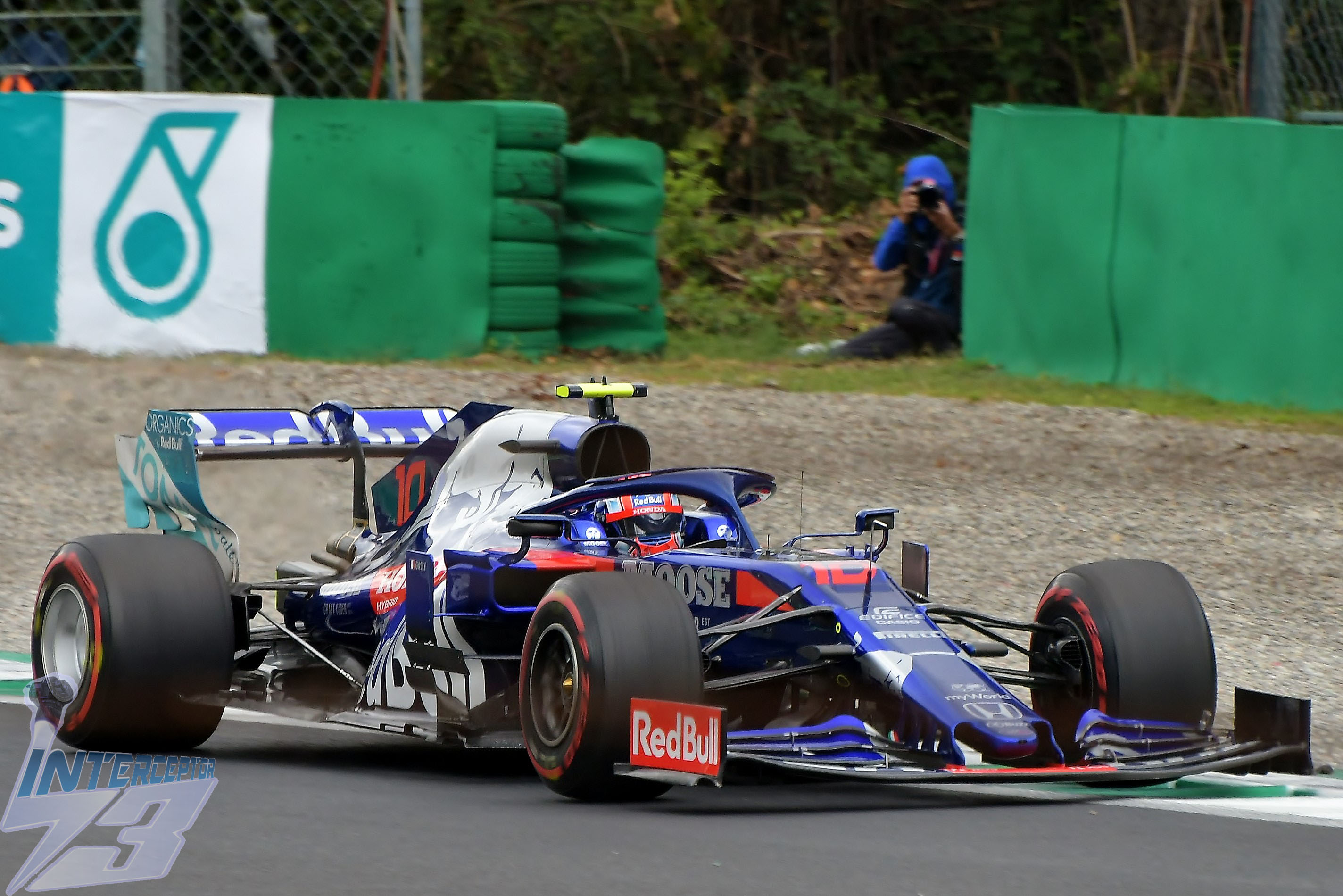
Pierre Gasly tại giải đua ô tô Công thức 1 Ý 2019 sau khi quay trở lại đội từ giải đua ô tô Công thức 1 Bỉ 2019 trở đi